# Megaselia tama
Megaselia tama är en tvåvingeart som först beskrevs av Schmitz 1926.  Megaselia tama ingår i släktet Megaselia och familjen puckelflugor. Arten är reproducerande i Sverige. Inga underarter finns listade i Catalogue of Life.